# Bernstein-Test
Der Bernstein-Test (benannt nach dem amerikanischen Arzt Lionel Bernstein), auch Säureperfusionstest genannt, ist eine Untersuchungsmethode zum Nachweis des Gastroösophagealen Reflux, also des Zurückfließens des Magensaftes in die Speiseröhre. Durch das Einführen von unterschiedlich konzentrierten Säuren wird die Empfindlichkeit der Speiseröhre geprüft.

## Hintergrund
Die Ursachen von Sodbrennen können vielfältig sein und sich durch verschiedene Beschwerden bemerkbar machen:
- brennendes Gefühl hinter dem Brustbein
- Druckgefühl im Oberbauch
- saures Aufstoßen
- Husten und Halsschmerzen

Meistens liegen die Symptome einer Reflux-Erkrankung zugrunde. Dabei kommt es zu einem krankhaften Zurückfließen des sauren Mageninhalts in den Ösophagus (Speiseröhre) und folglich zu Reizungen der Schleimhaut. Grund hierfür liegt häufig in einem zu schwachen Schließmuskel (Sphinkter) zwischen der Speiseröhre und dem Magen. Auch andere Ursachen wie das Zollinger-Ellison-Syndrom oder ein Zwerchfellbruch können zu Sodbrennen führen. Es ist allerdings nicht möglich, diese Auslöser mithilfe des Säureperfusionstests herauszufinden. Der Bernstein-Test soll aufzeigen, wie empfindlich die Schleimhaut der Speiseröhre auf Säure reagiert.

## Ablauf
24 Stunden vor der Untersuchung sollte der Patient keine Medikamente gegen Reflux einnehmen. Außerdem wird die Untersuchung im nüchternen Zustand durchgeführt, ein Verzicht auf Essen und Trinken 12 Stunden vor dem Test ist folglich sinnvoll. Nach dem Einführen einer kleinen Sonde über die Nase in die Speiseröhre werden dem Patienten abwechselnd eine Kochsalz-Lösung und eine schwache Salzsäure-Lösung über die Sonde verabreicht. Der Patient erfährt nicht, welche Lösung gerade getestet wird, um das Ergebnis nicht zu verfälschen. Die Dauer des Säureperfusionstests beträgt circa eine Stunde.

## Auswertung
Treten während des Bernstein-Tests Beschwerden auf, ist es wichtig, den Zeitpunkt auszuwerten. Die Untersuchung fällt negativ aus, wenn der Patient weder bei der Kochsalz- noch bei der schwachen Salzsäure-Lösung ein Brennen in der Brust gespürt hat. Der Betroffene leidet folglich an keiner Reflux-Erkrankung.
Kommen die Beschwerden ausschließlich bei Gabe der Salzsäure-Lösung vor, ist die Rede von einem positiven Ausgang des Säureperfusionstests. Die Speiseröhre ist in diesem Falls sehr empfindlich, was einen Hinweis auf eine Reflux-Erkrankung gibt. Werden bei beiden Lösungen Beschwerden wahrgenommen, müssen weitere Untersuchungen erfolgen.

## Komplikationen
Während der Untersuchung können verschiedene Komplikationen auftreten:
- Erbrechen durch das Einführen der Sonde
- der Würgereflex lässt nicht nach
- Verletzung der Nasenschleimhaut

Nachbleibende Schäden oder Verletzungen sind nicht zu befürchten.